# Morro Grande
Morro Grande là một đô thị thuộc bang Santa Catarina, Brasil. Đô thị này có diện tích 256,468 km², dân số năm 2007 là 2727 người, mật độ 11,1 người/km².